# Sagrada Familia (Córdoba)
Sagrada Familia es una comuna situada en el departamento Río Primero, provincia de Córdoba, Argentina.
Se encuentra situada a 100 km de la Ciudad de Córdoba, a 20 km de Villa Santa Rosa (Ruta 10), y a 15 km de Santiago Temple (Ruta 19).
Esta localidad se encuentra entre 5 y 6 km del Río Suquía o más conocido como Río Primero, principal afluente de la Laguna Mar Chiquita.
La principal actividad económica es la agricultura seguida por la ganadería, siendo el principal cultivo la soja, seguida por el maíz, el trigo, la avena y el maní. Por mucho tiempo la extracción láctea fue la principal actividad, tan es así que los tamberos crearon una cooperativa lechera, que hoy se encuentra en desuso.    
El clima de la localidad es templado con estación seca, registrándose unas precipitaciones anuales de 700 mm aproximadamente. 
Existen en la localidad un puesto sanitario, un puesto policial, un juzgado de paz, una escuela primaria, un edificio comunal, un club, una iglesia y bares a los cuales los parroquianos acuden a "tomar una vuelta", como se dice en la zona.

## Población
Cuenta con 72 habitantes (Indec, 2022), lo que representa un descenso del 18% frente a los 84 habitantes (Indec, 2010) del censo anterior.
| Gráfica de evolución demográfica de Sagrada Familia entre 1991 y 2022 |
|                                                                       |
| Fuente: Censos nacionales del INDEC                                   |

## Sismicidad
La sismicidad de la región de Córdoba es frecuente y de intensidad baja, y un silencio sísmico de terremotos medios a graves cada 30 años en áreas aleatorias. Sus últimas expresiones se produjeron:
- 22 de septiembre de 1908 (116 años), a las 17.00 UTC-3, con 6,5 Richter, escala de Mercalli VII; ubicación 30°30′0″S 64°30′0″O / -30.50000, -64.50000; profundidad: 100 km; produjo daños en Deán Funes, Cruz del Eje y Soto, provincia de Córdoba, y en el sur de las provincias de Santiago del Estero, La Rioja y Catamarca[2]

- 16 de enero de 1947 (78 años), a las 2.37 UTC-3, con una magnitud aproximadamente de 5,5 en la escala de Richter (terremoto de Córdoba de 1947)[1]

- 28 de marzo de 1955 (70 años), a las 6.20 UTC-3 con 6,9 Richter: además de la gravedad física del fenómeno se unió el desconocimiento absoluto de la población a estos eventos recurrentes (terremoto de Villa Giardino de 1955)

- 7 de septiembre de 2004 (20 años), a las 8.53 UTC-3 con 4,1 Richter

- 25 de diciembre de 2009 (15 años), a las 21.42 UTC-3 con 4,0 Richter

## Edificios
- Tanque de Agua: es muy característico en localidades pequeñas que se encuentren edificios como estos que se han construido por el incremento de la población y por normativas provinciales. Esta edificación se construyó en el periodo  1993 - 1995, se comenzó la obra porque el abastecimiento del tanque anterior no era suficiente y por disposición de DIPAS (enlace roto disponible en Internet Archive; véase el historial, la primera versión y la última)..
- Monolito de Bienvenida: Fue ideado por el señor Raúl Ellena (exjefe comunal), a partir del monolito que se encuentra en la Av. Fuerza Aérea de la ciudad de Córdoba, en honor a los santos patronos de la localidad, La Sagrada Familia.
- Edificio Comunal: Como primer edificio,se utilizó la actual sacristía de la iglesia, atendido por una secretaria, esto ocurrió desde 1973 a 1983.En 1983, se comienza a construir la actual sede,se culminó aproximadamente en 1992 en la misma había el primer teléfono semi-público de la zona. En el año 2004 se realizó la ampliación para una sala de reuniones y está como hoy se ve.
- Juzgado de Paz: Desde el 2 de mayo de 2012 a cargo de la señora Nelvi Garriela Murature , actualmente el horario de atención del Juzgado de Paz son los días martes y jueves de 9:00 a 12:00 horas.
- Club Atlético Unión: Su fundación esta en el año 1946, siendo elegido presidente el señor Juan Flancisco Mangiarotti . En 1994 se termina de construir, el dinero para hacer esta obra fue obtenido por medio de donaciones de los vecinos
- Plaza: En el periodo de Raúl Ellena se construye la plaza en torno a la rotonda que poseía el antiguo Tanque de Agua y el monolito a la madre construido por el exjefe comunal, el señor Paganessi.